# آن إي. كارلسون
آن إي. كارلسون (بالإنجليزية: Ann E. Carlson)‏ هي محامية أمريكية، ولدت في 1960.